# Defensa india de dama
|       |       |       |       |       |       |       |       |       |  |
|       | a8 rd | b8 nd | c8 bd | d8 qd | e8 kd | f8 bd | g8    | h8 rd |  |
| a7 pd | b7    | c7 pd | d7 pd | e7    | f7 pd | g7 pd | h7 pd |       |  |
| a6    | b6 pd | c6    | d6    | e6 pd | f6 nd | g6    | h6    |       |  |
| a5    | b5    | c5    | d5    | e5    | f5    | g5    | h5    |       |  |
| a4    | b4    | c4 pl | d4 pl | e4    | f4    | g4    | h4    |       |  |
| a3    | b3    | c3    | d3    | e3    | f3 nl | g3    | h3    |       |  |
| a2 pl | b2 pl | c2    | d2    | e2 pl | f2 pl | g2 pl | h2 pl |       |  |
| a1 rl | b1 nl | c1 bl | d1 ql | e1 kl | f1 bl | g1    | h1 rl |       |  |
|       |       |       |       |       |       |       |       |       |  |

La defensa india de dama (ECO E12-E19) es uno de los sistemas principales cuando el blanco juega 1.d4. Una defensa india es aquella en la que las negras ponen su alfil en fianchetto; luego la Defensa india de dama es aquella en la que se fianchetta el alfil de dama. Se trata de una defensa muy flexible en la que las negras apuntan con sus piezas al flanco de rey, donde, en general, se enrocará el blanco. Por su flexibilidad puede derivar en partidas abiertas, pero lo más normal es que lo haga en partidas cerradas muy difíciles de romper. Contra el fianchetto del alfil hay dos formas básicas de jugar, con un fianchetto opuesto o formando una cadena de peones en la gran diagonal. El negro deberá evitar colocar sus peones en la gran diagonal blanca, sobre todo si pueden seguramente ser bloqueados, ya que quitaría fuerza al alfil de b7. Para el negro es muy importante mover el peón central de la columna e, dando paso al alfil de casillas negras, y no el peón de la columna d, ya que el alfil de casillas blancas tendría dos diagonales y el de casillas negras ninguna. El fianchetto del alfil de rey del blanco es mejor que el del alfil de dama del negro, ya que, una vez enrocado, está más protegido. Contra la Defensa india de dama, con un buen juego, las blancas no consiguen posiciones superiores, pero el negro tampoco puede aspirar a ganar. Es una defensa que da muchas tablas. 
A partir del tercer movimiento del blanco (3.Cf3), una jugada común que busca evitar que se presente la Defensa Nimzo-India, no se intenta ocupar el centro con 4.e4, El negro puede jugar 3...b6. Alternativamente podría jugar 3...Ab4+ (La  Defensa Bogo-India), 3...d5 (el Gambito de dama) o 3...c5 (que usualmente conduce a la Defensa Benoni).
El juego en la India de Dama es similar al mostrado en la Nimzo-India. Esta apertura es considerada como hipermoderna, dado que el Negro no se esfuerza por ocupar de inmediato el centro con sus peones. Además, plantea abrir un fianchetto para su Alfil Dama y generar presión en la casilla e4 para evitar que el blanco ocupe esa casilla. Con el centro del Blanco frenado, el negro intentará atacarle. Como en la mayoría de aperturas hipermodernas, el blanco intentará solidificar el centro  y usar su ventaja de espacio para poder derrotar al negro.
Línea principal
1.d4 Cf6

2.c4 e6

3.Cf3 b6
1.d4 Cf6 2.c4 e6 3.Cf3 b6 4.g3 Línea principal que prepara un contraataque al fianchetto del negro con un fianchetto del alfil de rey blanco.
1.d4 Cf6 2.c4 e6 3.Cf3 b6 4.g3 Ab7
1.d4 Cf6 2.c4 e6 3.Cf3 b6 4.g3 Ab7 5.Ag2 Ae7
1.d4 Cf6 2.c4 e6 3.Cf3 b6 4.g3 Ab7 5.Ag2 Ae7 6.0-0
1.d4 Cf6 2.c4 e6 3.Cf3 b6 4.g3 Ab7 5.Ag2 Ae7 6.0-0 0-0 7.Cc3
1.d4 Cf6 2.c4 e6 3.Cf3 b6 4.g3 Ab7 5.Ag2 Ae7 6.0-0 0-0 7.Cc3 Ce4 8.Dc2 Cxc3 9.Dxc3
1.d4 Cf6 2.c4 e6 3.Cf3 b6 4.g3 Ab7 5.Ag2 Ae7 6.0-0 0-0 7.b3
1.d4 Cf6 2.c4 e6 3.Cf3 b6 4.g3 Ab7 5.Ag2 Ae7 6.Cc3 Sistema antiindia de dama
1.d4 Cf6 2.c4 e6 3.Cf3 b6 4.g3 Ab7 5.Ag2 Ae7 6.Cc3 Ce4 7.Ad2
1.d4 Cf6 2.c4 e6 3.Cf3 b6 4.g3 Ab7 5.Ag2 c5 6.d5 exd5 7.Ch4
1.d4 Cf6 2.c4 e6 3.Cf3 b6 4.g3 Ab7 5.Ag2 c5 6.d5 exd5 7.Cg5
1.d4 Cf6 2.c4 e6 3.Cf3 b6 4.g3 Ab7 5.Ag2 Ab4+
1.d4 Cf6 2.c4 e6 3.Cf3 b6 4.g3 Ab7 5.Ag2 Ab4+ 6.Ad2 a5
1.d4 Cf6 2.c4 e6 3.Cf3 b6 4.g3 Ab7 5.Ag2 Ab4+ 6.Ad2 Ae7
1.d4 Cf6 2.c4 e6 3.Cf3 b6 4.g3 Aa6
1.d4 Cf6 2.c4 e6 3.Cf3 b6 4.Cc3 sacando el caballo lo que permite que al jugar 4...Ab4 se haga una traspocición a la Nimzoindia.
1.d4 Cf6 2.c4 e6 3.Cf3 b6 4.Cc3 Ab7 5.Ag5 h6 6.Ah4 g5 7.Ag3 Ch5
1.d4 Cf6 2.c4 e6 3.Cf3 b6 4.Cc3 Ab7 5.Ag5 h6 6.Ah4 Ab4
1.d4 Cf6 2.c4 e6 3.Cf3 b6 4.e3
1.d4 Cf6 2.c4 e6 3.Cf3 b6 4.e3 Ab7 5.Ad3 c5 6.0-0 Ae7 7.b3 0-0 8.Ab2
1.d4 Cf6 2.c4 e6 3.Cf3 b6 4.a3 que prepara 5.Cc3 evitando el acoso de Ab4 que clava al  caballo.
1.d4 Cf6 2.c4 e6 3.Cf3 b6 4.Af4 que permite el desarrollo del alfil en una buena casilla.
Segunda línea (ECO A47)
También se puede plantear sin que el blanco haga 2.c4
1.d4 Cf6 2.Cf3 b6
1.d4 Cf6 2.Cf3 b6 3.g3 Ab7 4.Ag2 c5
1.d4 Cf6 2.Cf3 b6 3.g3 Ab7 4.Ag2 c5 5.c4 cxd4 6.Dxd4
- Datos: Q200727